# Sahure
Sahure (helenizirano starogrško Σϵϕρής, latinizirano: Sefrês, dob. 'tisti, ki je blizu Raja') je bil drugi faraon iz Pete egipčanske dnastije, ki je vladal dvanajst let v zgodnjem 25. stoletju pr. n. št. Velja za enega od najpomembnejših vladarjev Starega egipčanskega kraljestva. Med njegovim vladanjem je Peta dinastija dosegla svoj politični in kulturni višek. Sahure je bil verjetno sin svojega predhodnika Userkafa in kraljice Neferhetepes II. Nasledil ga je sin Neferirkare Kakai.
Med njegovim vladanjem je Egipt navezal pomembne trgovske stike z obalnimi mesti v Levantu. V sedanji Libanon je poslal več trgovakih  odprav, da bi ga preskrbele s cedrovino,  ljudmi (verjetno sužnji) in drugim eksotičnim blagom. Poslal je tudi prvo dokazano egipčansko odpravo v Punt, ki se je v Egipt vrnila z velikimi količinami mire, malahita in elektruma. Sakure je njihovo vrnitev ovekovečil z reliefom v svojem pogrebnem templju. Na njem je upodobljen kot skrbnik drevesa mire na vrtu svoje palače, imenovane Sahurejev sijaj sega do neba. Relief je edini v egipčanski umetnosti, ki prikazuje faraona med vrtnarjenjem. Sahure je poslal več odprav tudi v rudnike turkiza in bakra na Sinaj in morda ukazal vojni pohod proti libijskim poglavarjem v Zahodno puščavo, od koder so v Egipt prignali živino.
Svojo piramido je zgradil v  Abusirju in opustil kraljevski nekropoli v Sakari in Gizi, kjer so piramide gradili njegovi predhodniki. K tej odločitvi ga je morda spodbudila prisotnost Userkafovega sončevega templja, prvega takšnega v Peti dinastiji.  Sahurejeva piramida je mnogo manjša od piramid njegovih predhodnikov iz Četrte dinastije, okrasje njegovega pogrebnega templja pa je mnogo bolj dodelano. Pešpot in pogrebni tempelj v njegovem piramidnem kompleksu je nekoč krasilo več kot 10.000 km2 prefinjenih reliefov, po katerih je slovel že v starem veku. Arhitekti Sahurejevega piramidnega kompleksa so uvedli stebre s Kapiteli v obliki palminih listov, ki so kmalu postali zaščitni znak staroegipčanske arhitekture. Sahure je znan tudi po sončevem templju Rajevo polje, ki še ni bil lociran. Stal je verjetno v Abusirju.

## Družina

### Starši
Izkopavanja v Sahurejevem piramidnem kompleksu v Abusirju pod vodstvom Miroslava Vernerja in  Tarek El-Awadyja v 2000. letih, so dala vpogled v vladarske družine v zgodnji Peti dinastiji. Reliefi na  pešpoti, ki povezuje dolinski tempelj s piramidnim kompleksom, razkrivajo, da je bila Sahurejeva mati kraljica Neferhetepes II. Neferhetepes je bila žena faraona Userkafa, kar dokazujeta njen naziv »kraljeva mati« in položaj njene piramide tik ob  Userkafovi piramidi. Iz tega sledi, da je bil Sahurejev oče najverjetneja faraon Userkaf. Trditev dodatno potrjuje odkritje Sahurejeve kartuše v njegovem pogrebnem templju v Sakari, ki kaže, da je on dokončal gradnjo, ki jo je najverjetneje začel njegov oče.
Omenjena odkritja so v nasprotju s starejšimi teorijami, da je bil Sahure sin kraljice Kentkaus I., ki naj bi bila žena zadnjega faraona iz predhodne Četrte dinastije Šepseskafa, in brat ali Userkafa ali Neferirkareja. Po Vernerjevih in El-Awadyjevih odkritjih v Abusirju je ta teorija zastarela.

### Otroci
Sahureja je nasledil Neferirkare Kakai, prestolnim (vladarskim) imenom, različnim od rojstnega imena.}} za karerega je do leta 2005 veljalo, da je bil njegov brat. Tega leta sta Miroslav Verner in Tarek El-Awady odkrila relief, ki je prvotno krasil  pešpot do  Sahurejeve piramide, na katerem je upodobljen Sahure, sedeč pred svojima sinovoma Reneferjem in Nečerirenrejem. Ob Raneferjevem imenu je napis »Neferirkare Kakai, kralj Gornjega in Spodnjega Egipta«, ki kaže, da je bil Ranefer Sahurejev sin, ki je po očetovi smrti vladal kot Neferirkare Kakai. Ker sta se Ranefer in Nečerirenre naslavljala s »kraljev najstarejši sin«,  Verner in  El-Awady špekulirata, da bi lahko bila dvojčka, Ranefer pa starejši od njiju. Oba egiptologa domnevata, da si je Nečerirenre kasneje priastil prestol in zelo malo časa vladal pod imenom Šepseskare. Njuna domneva ostaja samo domneva.  Na istem reliefu je upodobljena tudi kraljica Meretnebti, ki je bila zelo verjetno Sahurejeva žena in Raneferjeva in Nečerirenrejeva mati.  Na reliefu v Sahurejevem posmrtnem templju so še trije njegov sinovi – Kakare, Horemsaf in Nebankre. Identiteta njihove matere ni znana.
Nečerirenre je imel več verskih naslovov, primernih njegovim visokim  položajem na dvoru, ki kažejo, da je bil morda očetov vezir. Michel Baud poudarja, da so bili v tistem času princi verjetno vsaj delno, če že ne  povsem izvzeti z vezirskih položajev, zato je slednja domneva sporna.

## Vladanje

### Kronologija
Relativna kronologija Sahurejevega vladanja je dobro določena z zgodovinskimi viri in izvirnimi artefakti, ki kažejo, da je nasledil Userkafa in prestol predal Neferirkare Kakaiu. Torinski seznam kraljev, napisan v zgodnjem ramzeškem obdobju obdobju Devetnajste dinastije (1292–1189 pr. n. št.), mu pripisuje 12  let, 5 mesecev in 12 dni vladanja. Kamen iz Palerma, napisan skoraj sočasno s Peto dinastijo, omenja samo drugo, tretje, peto, šesto in zadnje leto njegovega vladanja in celo datum njegove smrti: 28. šemuja II., ki ustreza koncu devetega meseca. Dokument omenja šest ali sedem štetij živine, kar bi pomenilo najmanj dvanajst polnih let vladanja, ker se je v Starem kraljestvu živina štela vsako drugo leto. Če je predpostavka točna, je Sahure umrl v 13. letu svojega vladanja. Vladal naj bi 13 let, 5 mesesev in 12 dni, kar je samo eno leto več kot omenja Torinski seznam kraljev.  Približno trinajst let vladanja mu pripisuje tudi Manetonova Egiptiaka (Zgodovina Egipta), napisana v 3. stoletju pr. n. št.
Sahure je omenjen v še dveh zgodovinskih zapisih: v 3. vnosu Karnaškega seznama kraljev, sestavljenem med vladanjem Tutmoza III. (1479–1425 pr. n. št.). in 26. vnosu Sakarskega seznama kraljev iz obdobja Ramzesa II. (1279–1213 pr. n. št.). Noben omenjen vir ne navaja dolžine njegovega vladanja. 
Absolutno datiranje Sahurejeve vladavine ni zanesljivo. Večina znanstvenikov ga umešča v prvo polovico 25. stoletja pr. n. št. Bil je prvi faraon, ki je imel prestolno ime (prenomen), različno od rojstnega imena (nomen).

### Zunanje zadeve
Trgovanje in davki
Zgodovinski zapisi in ohranjeni artefakti kažejo, da so bili stiki s tujimi deželami med Sahurejevim vladanjem številni, večinoma gospodarski in ne vojaški. Reliefi iz njegovega piramidnega kompleksa kažejo, da je imel ladjevje 100 komolcev (50 m) dolgih ladij. Za nekatere je dokazano, da so se iz Libanona vrnile s tovorom dragocene cedrovine. Druge ladje so bile natovorjene z azijatskimi odraslimi ljudmi in otroki, ki so bili morda sužnji. Edinstven relief prikazuje več sirskih rjavih medvedov, domnevno po morju  pripeljanih z levantinske obale. Medvedi so povezani z dvanajstimi rdeče pobarvanimi enoročnimi vrči iz Sirije, ki so bi verjetno del plačila davka.
Trgovske stike Sahureja in Biblosom dokazuje alabastrna skleda s Sahurejevim imenom, odkrita med izkopavanji Baalat Gebalinega templja v Biblosu. Trgovanje Pete dinastije s širšim Levantom dokazujejo tudi številne kamnite posode s kartušami faraonov te dinastije, odkrite v Libanonu. In ne nazadnje so med nezakonitimi izkopavanji v Turčiji odkrili tanko ploščico iz zlate zlitine s Sahurejevo kartušo, ki je bila verjetno vdelana v lesen prestol. Ploščica je del tako imenovanega Doraškega zaklada, katerega obstoj je v veliki meri vprašljiv.
Sahure je v zadnjem letu vladanja poslal prvo dokumentirano odpravo v legendarno deželo Punt. Odprava naj bi se v Egipt vrnila z 80.000 merniki mire, malahita in elektruma. Sahureja se zato pogosto šteje za ustanovitelja egipčanskega trgovskega ladjevja, ki se je pod kasnejšimi faraoni, predvsem Keopsom, odpravljalo tudi na bolj odprto morje. Za Keopsa je znano, da je dal zgraditi najstarejše znano pristanišče Vadi El Garf na Rdečem morju. Reliefi iz Sahurejevega piramidnega kompleksa so »prvi nespodbitni prikazi egipčanskim ladij, ki plujejo po morju« (Shelley Wachsmann).
V zadnjem letu svoje vladavine je Sahure v tujino  poslal še eno veliko odpravo, tokrat v rudnike bakra in turkiza v Vadi Maghara in Vadi Harit na Sinaju. Rudniki so bili aktivni že najmanj od začetka Tretje dinastije. Ta odprava se je v Egipt vrnila z več kot 6.000 enotami bakra in na Sinaju izklesala dva reliefa. Eden od njiju prikazuje Sahureja med tradicionalnim  udrihanjem po Azijatih in hvaljenjem  »velikega boga, ki udriha po Azijatih vseh dežel«.
Vojni pohodi
Sahurejeva vojaška kariera je znana predvsem z reliefov v njegovem pogrebnem kompleksu. Zgrajena je bila predvsem iz pohodov proti Libijcem v Zahodni puščavi, na katerih je porazil lokalne poglavarje in odpeljal njihovo živino. Nekaj pohodov omenja Kamen iz Palerma, ki omenja tudi pohode na Sinaj in eksotično deželo Punt. Popolnoma enaka reliefa sta se sto let kasneje pojavila v pogrebnem templju faraona Pepija II. (2284–2184 pr. n. št.) in templju faraona Taharke (690–664 pr. n. št.) v Kawi kakšnih 1800 let po Sahurejevi smrti. Na vseh reliefih so omenjena imena istih poglavarjev, zato je povsem mogoče, da so tudi Sahurejevi reliefi kopije starejših.

### Dejavnosti v Egiptu
Večina Sahurejevih dejavnosti v Egiptu, opisanih na Kamnu iz Palerma, ima versko vsebino. V petem letu vladanja je samo na tem kamnu omenjena gradnja božanske barke, morda v Heliopolisu. Na njem so zapisane natančne količine kruha in piva, ki so jih vsak dan v vladarjevem imenu darovali Raju, Hator, Nekbet in Vadžet in posesti, ki jih je daroval različnim templjem.
Sahure je tudi reorganiziral kult svoje matere Neferhetepes II. Njen pogrebni kompleks v Sakari je zgradil faraon Userkaf. Kompleksu je dodal portik s štirimi stebri, tako da vhod ni bil več obrnjen proti Userkafovi piramidi.
Arheološki dokazi kažejo, da so bile očetove gradbene dejavnosti osredotočene predvsem na Abusir, kjer je zgradil piramido in zgradbe v njeni neposredni okolici, med katerimi je bil verjetno tudi njegov sončev tempelj. Sončev tempelj, drugi v Peti dinastiji, še ni bil odkrit. Znan je samo iz zapisa na Kamnu iz Palerma, na katerem se imenuje  Sekhet Re – Rajevo polje.  Nekaj blokov apnenca z reliefi, ki so krasili sončev tempelj, je vgrajenih v zidove pokopališkega kompleksa Sahurejevega četrtega naslednika  Njuserreja.  To lahko pomeni, da so bili bloki ostanki gradnje templja, ali pa da je Njuserre nedokončan Sahurejev tempelj uporabil kot kamnolom za svoj pokopališki kompleks.
Sahurejeva palača se je imenovala Uetjes Neferu Sahure – Sahurejev sijaj sega do neba. Znana je iz napisa na posodah za mast, odkritih februarja 2011 v Neferefrejevem pogrebnem templju. Palača je stala najverjetneje na obali Abusirskega jezera. Leta 2015 so odkrili fragment kipa s Sahurejevim imenom v El Kabu.
Na jugu Egipta so stelo s Sahurejevim imenom odkrili v kamnolomih diorita v puščavi severno od Abu Simbela v Spodnji Nubiji. Sahurejevo kartušo so odkrili tudi bolj južno na grafitih v Buhenu na drugem Nilovem kataraktu.

## Piramidni kompleks
Glavna piramida Sahurejevega pokopališkega kompleksa tako po velikosti kot po kakovosti gradnje kaže na zaton gradnje piramid, medtem ko spremljevalni pogrebni tempelj velja za najsodobnejši do takrat zgrajen tempelj. V njem je bilo veliko arhitekturnih inovacij, na primer stebri s kapiteli v obliki palmovih listov. Celotna postavitev Sahurejevega kompleksa je služila za vzorec vsem pogrebnim  kompleksom do konca Starega kraljestva kakšnih 300 let kasneje.

### Lokacija
Sahure je za gradnjo svojega piramidnega kompleksa izbral Abusir in ne Sakare in Gize, kjer so bile prejšnje kraljevske nekropole. K temu ga je morda spodbudil Userkafov sončev tempelj.

### Pogrebni tempelj
Sahurejev pogrebni tempelj je bil izredno okrašen. Ocenjuje se, da je bilo na njegovih zidovih okoli 10.000 m2 finih reliefov. Iz njihovih ohranjenih fragmentov je razvidno, da so bili mnogo bolj dodelani kot reliefi v starejših templjih. Več reliefov iz templja in dostopne poti je edinstvenih v egipčanski umetnosti. Mednje spadajo relief, na katerem faraon v svoji palači pred celo družino neguje drevo mire, relief s podobami rjavih medvedov in relief, na katerem po koncu gradnje kompleksa na glavno piramido postavljajo piramidion. Na drugih reliefih je upodobljeno na primer štetje tujcev pred boginjo Sešat in vrnitev egipčanskega ladjevja iz Azije, morda iz Biblosa. Nekaj nizkih reliefov na rdečem granitu e vedno stoji na prvotnih mestih. Reliefi z zgornjega dela dostopne poti prikazujejo  procesijo več kot 150 poosebljenih posmrtnih domen, ustvarjenih za Sahurejev posmrtni kult. Reliefi dokazujejo obstoj dodelanega gospodarskega sistema, povezanega s faraonovim posmrtnim kultom.
V pogrebnem templju so bili prvič postavljeni masivni granitni palmiformni stebri, prečniki, popisani s Sahurejevimi titulami in prevlečeni z bakrom, črne bazaltne talne obloge in granitni podzidovi.

### Piramida
Sahurejeva piramida je bila visoka 47 m in zato  mnogo manjša od piramid faraonov iz Četrte dinastije. Jedro piramide je bilo zgrajeno iz grobo obdelanih stopničasto zloženih kamnitih blokov, na številnih mestih povezanih z debelim slojem  blatne malte. Takšna gradnja je bila mnogo hitrejša in cenejše od tehnike gradnje v Četrti dinastiji, zaradi nje pa je Sahurejeva piramida zdaj večinoma porušena. Od nje je ostalo samo jedro, izpostavljeno vremenu, potem ko so že v starem veku pokradli njeno oblogo.
Med gradnjo jedra piramide so pustili odprt prehod do jaška, v katerem je bila zgrajena pogrebna komora. Komoro so kasneje prekrili s kamnitimi bloki in kršjem. Takšen način gradnje je opazen tudi v kasnejših nedokončanih piramidah, zlasti v Neferefrejevi. Takšno tehniko so uporabljali že v Tretji dinastiji, graditelji velikih piramid v Dahšurju in Gizi v Četrti dinastiji pa so jo očitno opustili.
Vhod v piramido je na njeni severni strani. Kratkemu spuščajočemu se  prehodu, obloženemu  z rdečim granitom, sledi hodnik, ki se konča s pogrebno komoro s stropom iz velikih apnenčastih prečnikov.  Prečniki so poškodovani, kar slabi  zgradbo piramide. John Shae Perring  je ob prvem vstopu v komoro sredi 19. stoletja v njej odkril fragmente sarkofaga.
Ogromni stropni bloki Sahurejevega pogrebnega templja so po Perringovi oceni tehtali več kot 200 ton. Velikost največjih blokov je ocenil na 10,7 x 2,7 x 3,7 m. Bloki so na eni strani priostreni, zato je njihovo prostornino ocenil na 95 m3 in maso na 240 ton. V pogrebnem kompleksu je tik ob glavni piramidi tudi mnogo manjša piramida, zgrajena verjetno za faraonovo Ka.

## Dvorni uradniki
Sahureju so služili številni dvorni uradniki, znani iz njihovih grobnic. Mednje spadajo: 
- Nianksekmet: glavni Sahurejev zdravnik, ki je prosil Sahureja, naj za njegovo grobnico izdela lažna vrata. Faraon se je s tem strinjal.[67] Izdelal je vrata iz turskega apnenca, jih okrasil in v njegovi prisotnosti pobarval v modro.[68][69] Svojemu zdravniku je zaželel dolgo življenje rekoč: »Tako kot moje nosnice uživajo v zdravju, tako kot me ljubijo bogovi, lahko v pozni starosti  odideš na pokopališče kot spoštovan mož«.[67][70]
- Pehenevkai: med Sahurejevo in Neferirkarejevo vladavino svečenik Userkafovega kulta in Neferirkarejev vezir.[71]
- Persen, znan tudi kot Perisen: svečenik posmrtnega kulta na pokopališču Sahurejeve matere Neferhetepes. Njegova mastaba je v bližini Neferhetepesine piramide v Sakari.[10][72][73]
- Ptahšepses: rojen verjetno med Sahurejevim vladanjem. Bil je veliki svečenik Ptahovega kulta in faraonov maniker. Pod Njuserre Inijem je bil povišan v vezirja.[74]
- Sekhemkare: princ, Kefrenov sin in Userkafov in Sahurejev vezir.[75]
- Vašptah: Sahurejev svečenik, nato Neferirkarejev vezir. Pokopan v mastabi v Sakari.[76]
- Verbauba: Sahurejev vezir, dokazan v pogrebnem templju.[77][78] Zgleda, da ni bil kraljevskega porekla, kar kaže, da je Sahure nadaljeval Userkafovo politiko imenovanja visokih funkcionarjev iz nekraljevskih krogov.[77][79]

## Zapuščina

### V Starem kraljestvu
Sahurejeva najbolj neposredna zapuščina je njegov posmrtni kult, ki je trajal do konca Starega kraljestva, se pravi približno 300 let. Sahure je ustanovil najmanj 22 zemljiških posesti, ki so proizvajale dobrine za vzdrževanje njegovega kulta. Več svečenikov, ki so mu služili v Peti in Šesti dinastiji, je znanih z napisov in artefaktov iz njihovih grobnic v Sakari in Abusirju.
- Atjema: svečenik Sahurejevega sončevega templja v času Šeste dinastije.[81]
- Hujemsnevi: Sahurejev svečenik med vladavino Neferirkare Kakaija in Njuserre Inija. Bil je tudi svečenik Raja in Hator v Neferirkarejevem sončevem templju, Neferirkarejev svečenik v Njuserrejevem in Neferirkarejevem piramidnem kompleksu in Nadzornik dveh žitnic.[82]
- Nikare: svečenik Sahurejevega kulta in nadzornik pisarjev žitnice v Peti dinastiji.[83]
- Senevank: svečenik Userkafovega in Sahurejevega kulta, pokopan v mastabi v Sakari.[84]
- Sedaug: svečenik Sahurejevega kulta, Rajev svečenik v Userkafovem sončevem templju in nosilec naslova faraonovega znanca. Pokopan v Gizi.[85]
- Tepemank: svečenik faraonov Četrte in zgodnje Pete dinastije, vključno z Userkafom in Sahurejem. Pokopan v mastabi v Abusirju.[86][87][88]

Sahurejev zapuščina je tudi njegov piramidni kompleks. Njegova ureditev je postala zgled za vse kasnejše piramidne komplekse Starega kraljestva. Nekateri arhitekturni elementi, na primer palmiformni stebri, so postali zaščitni znak egipčanske arhitekture.

### V Srednjem kraljestvu
Na začetku Srednjega kraljestva  je faraon  Senusret I. (1971–1926 pr. n št.) iz zgodnje Dvanajste dinastije  (1991–1802 pr. n. št.) naročil izdelavo Sahurejevega kipa. Kip je stal v templju v Karnaku in je verjetno spadal v skupino portretov pokojnih faraonov. V skupini je bil tudi Intef starejši.
Sahurejev kip je zdaj v Egipčanskem muzeju v Kairu (kataloška številka CG 42004). Izdelan je iz črnega granita in visok 50 cm. Faraon sedi na prestolu, oblečen v plisirano krio in pokrit z okroglo skodrano lasuljo. Na obeh straneh prestola so napisi, ki pričajo, da gre za Sahureja in da je kip naročil Senusret I.
Drug dokaz, da Sahure v Srednjem kraljestvu  ni utonil v pozabo, je Westcarjev papirus, napisan v Dvnajasti dinastiji. Popirus pripoveduje mitološko zgodbo o izvoru Pete dinastije. Userkafa, Sahureja in Neferirkare Kakaia predstavlja kot brate, sinove Raja in matere z imenom Rededžet.

### V Novem kraljestvu in kasneje
Sahure je kot pokojni faraon prejemal verske darove še v Novem kraljestvu. Trditev najbolje dokazuje Karnaški seznam kraljev, seznam predhodnikov Tutmoza III. iz Osemnajste dinastije, napisan na zidovih templja v Karnaku. Seznam se od drugih seznamov razlikuje po tem, da ni napisan po njihovem  časovnem zaporedju, ker je bil njegov namen zgolj verski in ne zgodovinski.
V Devetnajsti dinastiji se je princ Kaemvaset, sin Ramzesa II., lotil obnove porušenih piramid in templjev po celem Egiptu. Napisi na kamniti oblogi Sahurejeve piramide kažejo, da je bila v tem času obnovljena tudi njegova piramida. Razlog za obnovo je verjetno ta, da je njegov mrtvaški tempelj od sredine Osemnajste dinastije služil kot svetišče boginje Sekmet.
V drugi polovici Osemnajste dinastije in v Devetnajsti dinastiji so po stelah in kipih v templju začeli pisati številni obiskovalci. Navada se je očitno obdržala, saj so v templju tudi grafiti iz Šestindvajsete dinastije (664–525 pr. n. št.) in vse do Ptolemajskega obdobja (332–30 pr. n. št.).